# Jakobus de Meerdere
Jakobus de Meerdere was volgens het Nieuwe Testament een van de twaalf apostelen van Jezus Christus. Zijn naamdag is op 25 juli.

## Benamingen en toponiemen
Jacobus wordt in de katholieke traditie Sint-Jacob genoemd, of Jacobus de Meerdere om hem te onderscheiden van zijn naamgenoten Jakobus de Rechtvaardige en Jakobus de Mindere. In de calvinistische traditie is hij de apostel Jacobus. In de talen van zijn omgeving en vertalingen van het Nieuwe Testament wordt hij als volgt aangeduid: Aramees: ܝܥܩܘܒ ܒܪ ܙܒܕܝ; Hebreeuws: בן זבדי יַעֲקֹב, jaʿăqōḇ; Latijn: Iacobus Maximus; Grieks: Ἰάκωβος.
In het Spaans en Portugees wordt zijn naam (Santo Iago, San Yago) verkort tot Santiago, wat het toponiem werd van een groot aantal plaatsen; bekend zijn de bedevaartsplaats Santiago de Compostella en Santiago, de hoofdstad van Chili.

## Jakobus in het Nieuwe Testament
Jakobus werd geroepen terwijl hij aan het werk was op het schip van zijn vader Zebedeüs, samen met zijn broer Johannes (Matteüs 4:21,22). Volgens een traditie rondom de drie Maria's die bij het kruis van Jezus stonden, wordt "de moeder van de zonen van Zebedeüs" (Matteüs 27:56) gelijkgesteld met de Salomé in het parallelle verslag (Marcus 15:40 - niet te verwarren met Salomé II uit het verhaal over Johannes de Doper). Volgens een vergelijkbare, middeleeuwse traditie was deze Salomé een (half)zus van Maria (moeder van Jezus). In dat geval was Jakobus een neef van Jezus.
Tijdens de prediking van Jezus volgde Jakobus hem van zeer nabij en werd hij een van de drie belangrijkste discipelen, naast Petrus en zijn broer Johannes (Matteüs 17:1, 26:37 en Lucas 8:51). Jezus gaf de broers Jakobus en Johannes de bijnaam Boanerges, "zonen van de donder" (Marcus 3:17).
Volgens Handelingen 12:2 werd hij in opdracht van Herodes Agrippa I met het zwaard geëxecuteerd.

## Schutspatroon, attributen en naamdag
Met Sint-Jacob wordt veelal deze Jakobus de Meerdere bedoeld. Zijn attribuut in de katholieke iconografie is de schelp van de grote mantel (Pecten maximus), die in verschillende talen Sint-jakobsschelp wordt genoemd, bijvoorbeeld  Coquille Saint Jacques (Frans) en Jakobsmuschel (Duits). Pelgrims bevestigen deze aan hun hoed, mantel of knapzak met de sluiting naar boven. Het oliebedrijf Shell heeft dezelfde schelp als symbool, maar met de sluiting naar onder, zonder religieuze bedoeling. Ook wordt Jakobus vaak afgebeeld met een staf, een waardigheidssymbool en ook een attribuut van een pelgrim.
De Orde van Sint-Jakobus van het Zwaard koos Jakobus de Meerdere als schutspatroon. Volgens de legende was zijn graf, aangewezen door een ster, ontdekt op het "sterreveld" in Santiago de Compostella. In het graafschap Holland zou er een Ridderlijke orde hebben bestaan bekend als Orde van Sint Jacob in Holland, dit is echter historisch omstreden.
Volgens de overlevering leverde koning Ramiro I van Asturië in 844 een veldslag tegen de Moren (de vermoedelijk mythische slag bij Clavijo), waarbij zijn leger onverwacht hulp kreeg van een geheimzinnige ruiter die de Moren doodde, zodat de slag gewonnen werd. Het lag voor de hand dat de ruiter niemand anders was dan Sint-Jakobus (Santiago), die sindsdien in Spanje dan ook de titel Matamoros (Morendoder) draagt.
Zijn naamdag is in de Rooms-Katholieke Kerk op 25 juli en in de Oosters-orthodoxe Kerk op 30 april. Hij is de patroonheilige van Spanje (in het bijzonder van Galicië en Santiago de Compostella), Antigua Guatemala, Guatemala, Chili (in het bijzonder Santiago de Chile), Loíza, Međugorje, Montreal, Nicaragua, Pistoia, Sint Jacobiparochie, Den Haag, Enschede, Kemzeke, de Pastorale Eenheid Heilige Jakobus Maaseik en van de soldaten, ruiters en krijgers, de arbeiders, de lastendragers, de hoedenmakers, de bont- en pelswerkers, de kousenmakers, de bewakers, de (ketting)smeden, de apothekers en drogisten, dierenartsen en pelgrims, tegen reuma en artritis, voor goed weer en de groei van appels en veldvruchten.
In de kathedraal van Roermond bevindt zich in de Jakobuskapel een armreliek van de apostel. Dit reliek is de grootste Jacobusreliek buiten het graf van de heilige Jacobus in Santiago de Compostella.
Een 'Broederschap Heilige Jacobus de Meerdere' is gevestigd in Roermond. Jaarlijks wordt er een mis gevierd waarbij aanstaande pelgrims de zegen ontvangen voor hun pelrimstocht naar Santiago de Compostella.
Jakobus komt voor in de legende van Hermogenes.

## Kerken gewijd aan Jakobus de Meerdere

### Nederland
- Heilige Jacobus de Meerdere, Bocholtz
- Sint Jacobus de Meerdere, Den Dungen
- Jacobuskerk (Egchel), Egchel (Peel en Maas)
- Sint Jacobus de Meerdere, Enschede
- Sint Jacobskapel, Galder (Noord-Brabant)
- Grote of Sint-Jacobskerk, Den Haag
- Sint-Jacobuskerk, Den Haag
- Nieuwe Sint-Jacobskerk, Jeroen Boschplein, 's-Hertogenbosch
- Oude Sint-Jacobskerk, Bethaniëstraat, 's-Hertogenbosch
- Jacobus de Meerderekerk (Fijnaart), Fijnaart
- Sint-Jacobus de Meerderekerk, Haarlemmerliede (Noord-Holland)
- Sint Jacobus de Meerdere, Hunsel (Limburg)
- Jacobus de Meerdere, Oude Wetering (Zuid-Holland)
- Jacobuskerk, Renesse
- Sint-Jacobus de Meerderekerk, Roosteren (Limburg)
- Jacobus de Meerdere, Schiedam, Kethel
- Heilige Jacobus de Meerdere, Tuitjenhorn (Noord-Holland)
- Jacobus de Meerderekerk (Uithuizen)
- Jacobikerk, Utrecht
- H. Maria, H. Jakobus en H. Gertrudis, Utrecht
- Sint Jacobus de Meerdere, Valburg (Gelderland)
- Grote of Sint-Jacobskerk, Vlissingen
- Sint-Jacobskapel, Vragender (Gelderland)
- Jacobskerk, Winterswijk
- Jacobus de Meerdere (Zeeland)
- Jacobuskerk, Zeerijp
- Sint Jacobus de Meerdere, Zwaagdijk-West (Noord-Holland)

### België
- Sint-Jacobskerk, Antwerpen
- Sint-Jacobuskerk, Borsbeek
- Sint-Jakobskerk, Brugge
- Sint-Jacob-op-Koudenberg, Brussel
- Sint-Jacobuskerk, Eversel
- Sint-Jacobskerk, Gent
- Sint-Jacobus de Meerdere, Haasdonk
- Sint-Jacobskerk, Ieper
- Sint-Jacobusparochie, Kemzeke
- Sint-Jacobus de Meerdere, Lichtervelde
- Sint-Jacobskerk, Leuven
- Sint-Jacobus de Meerderekerk, Kapellen

### Duitsland
- Sint-Jacobskerk (Aken)
- St.-Jakobuskerk (Fisch)
- Sint-Jacobikerk (Herford)
- Sint-Jacobuskerk (Rüdesheim)
- Sint-Jacobikerk (Stralsund)
- Jakobuskerk (Weimar)

### Oostenrijk
- Dom van Innsbruck
- Sint-Jacobskerk (Villach)

## Galerij

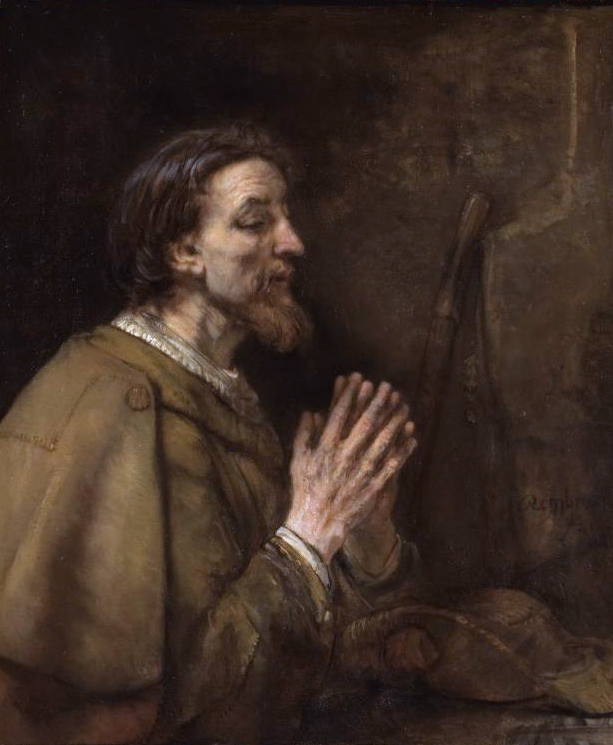
Jakobus door Rembrandt van Rijn
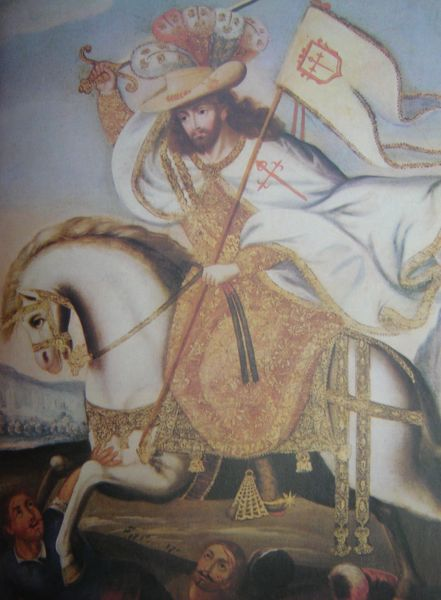
Zuid-Amerikaanse afbeelding van Jakobus als Morendoder